# Larry Dassie
Larry Dassie (* 1954/1955; † 25. November 1986 in Wimbledon) war ein US-amerikanischer Basketballspieler.

## Laufbahn
Der aus dem US-Bundesstaat Georgia stammende Dassie spielte als Schüler an der Paxon School im Bundesstaat Florida, als Student hernach am Dodge City Community College im US-Bundesstaat Kansas und von 1975 bis 1977 an der Kansas State University. 1974 holte Dassie in einem Einsatz für die Mannschaft des Dodge City Community College 28 Rebounds und stellte damit eine neue Bestmarke für ein NJCAA-Spiel auf. Der 1,96 Meter große Flügelspieler bestritt für Kansas State 56 Spiele und kam auf Mittelwerte von 10,2 Punkten und 7,6 Rebounds je Begegnung.
Ab 1977 spielte Dassie in England beim Sutton & Crystal Palace BC, mit dem er auch im FIBA Europapokal der Landesmeister antrat. In der Saison 1978/79 spielte er im selben Land für Bracknell, wechselte dann zu Milton Keynes. Von 1980 bis 1982 war Dassie Spieler des Hemel Hempstead BC. Mit dem englischen Verein war er ebenfalls im Europapokal (Korać-Cup) vertreten. Nach einem Abstecher zum österreichischen Bundesligisten BK Klosterneuburg (Saison 1982/83), mit dem er 1983 Staatsmeister wurde, ging Dassie nach England zurück und spielte für die Mannschaften Hemel, Kingston und Portsmouth. Dassie starb am 25. November 1986 an den Folgen eines Verkehrsunfalls, in den er nahe Guildford verwickelt war. Insgesamt bestritt er in der englischen Liga 114 Partien, in denen er insgesamt 2527 Punkte erzielte.